# Urophyllum schmidtii
Urophyllum schmidtii là một loài thực vật có hoa trong họ Thiến thảo. Loài này được C.B.Clarke miêu tả khoa học đầu tiên năm 1902.